# Actorthia frontata
Actorthia frontata är en tvåvingeart som beskrevs av Krober 1912. Actorthia frontata ingår i släktet Actorthia och familjen stilettflugor. Inga underarter finns listade i Catalogue of Life.